# Wang Ying
Wang Ying (em chinês:  王 莹; Quancim, 7 de agosto de 1988) é uma jogadora de polo aquático chinesa.

## Carreira
Wang disputou duas edições de Jogos Olímpicos pela China: 2008 e 2012. Em ambas as ocasiões finalizou a competição no quinto lugar.